# Castoreo

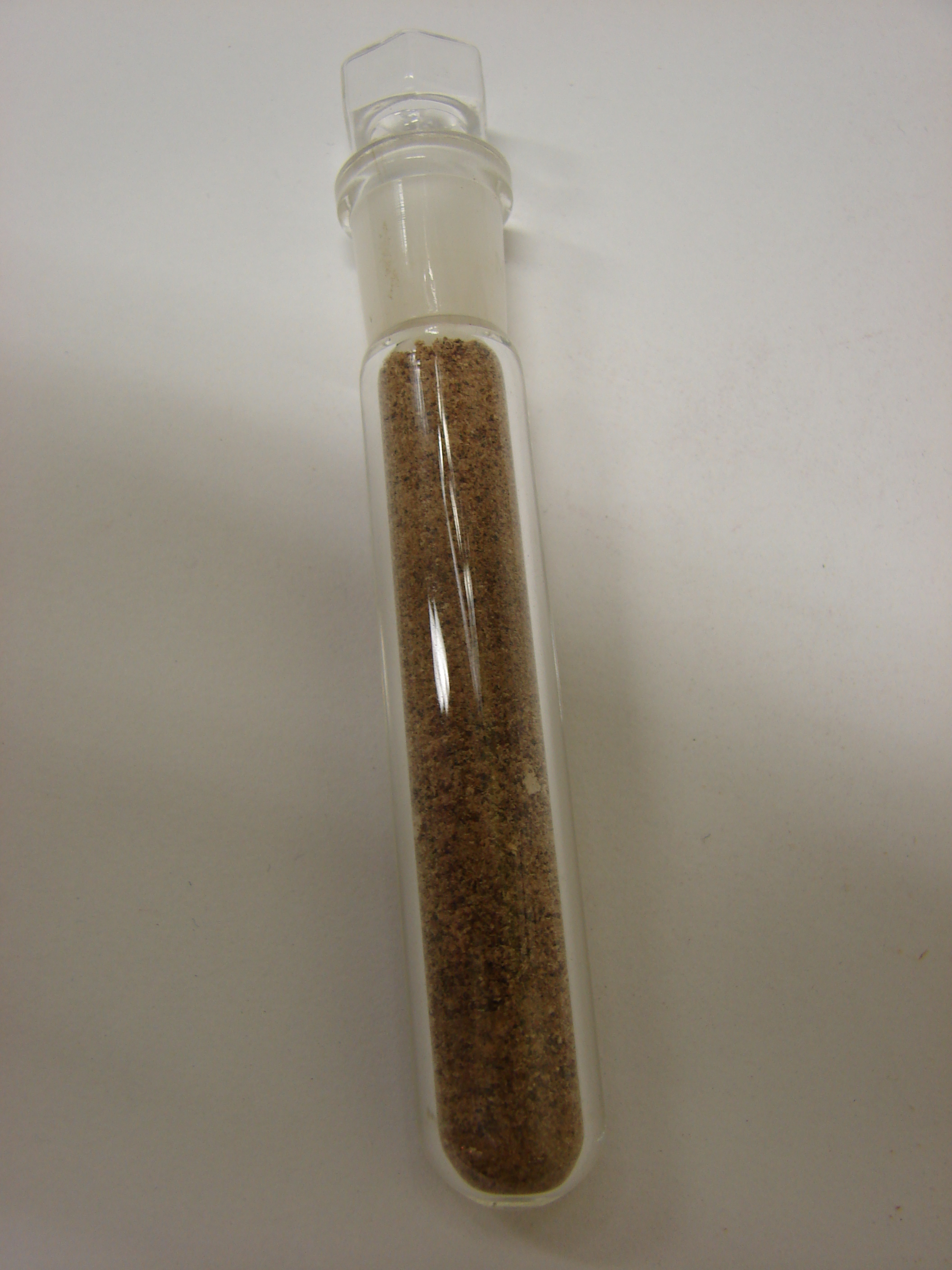
Castoreo

Il castoreo, o castorio, è una sostanza oleosa bruno-giallognola prodotta dal castoro. Questo animale possiede delle ghiandole situate tra l'ano e l'organo sessuale; da queste ghiandole, gli esemplari di castoro, sia femminili sia maschili, secernono una sostanza oleosa di odore intenso che ha azione ferormonale.
Non va confuso con il castor oil, denominazione inglese che indica, invece, l'olio di ricino, un liquido oleoso di origine vegetale.

## Utilizzi

### Profumo
Il castoreo si utilizza in forma di tintura alcolica ottenuta per estrazione dalle ghiandole triturate. Alcuni famosi profumi che includono questa sostanza sono Emeraude di Coty, Cuir de Russie di Chanel, Magie Noire di Lancôme.

### Antichi utilizzi
Anche se l'uso in medicina è raro, nel diciottesimo secolo era usato per curare alcuni disturbi tra i quali mal di testa e isteria. I Romani, inoltre, bruciavano questa sostanza convinti che i fumi prodotti aiutassero nell'aborto. Il medico svizzero Paracelso pensava che si potesse usare in trattamenti contro l'epilessia.

### Uso alimentare
Negli Stati Uniti il castoreo è stato approvato come additivo alimentare dalla Food and Drug Administration

### Altri usi
Il castoreo è utilizzato in piccole quantità per aromatizzare alcuni tipi di sigarette.